# 宽叶蔓乌头
宽叶蔓乌头（学名：Aconitum sczukinii）为毛茛科乌头属下的一个种。

## 扩展阅读
- 維基物種上的相關：宽叶蔓乌头